# WRC 4: FIA World Rally Championship
WRC 4: FIA World Rally Championship es el videojuego de carreras oficial de la Temporada 2013 del Campeonato Mundial de Rally. Fue desarrollado por Milestone siendo el último videojuego WRC desarrollado por Milestone. WRC 4 fue lanzado en Europa el 25 de octubre de 2013.
Según el calendario, el Rally New Zealand se eliminó del juego anterior, mientras que el Rallye Deutschland y el Rally Mexico tenían rutas revisadas.

## Jugabilidad
El jugador puede elegir su equipo y coche favoritos de todas las categorías oficiales de 2013: Junior WRC, WRC 3, WRC 2 y WRC. A diferencia del juego anterior WRC 3: FIA World Rally Championship, no hay autos clásicos presentes en la versión base. Hay 65 autos en total y ubicaciones en trece países con 78 cursos en total. Cada evento de rally incluye tres días con dos carreras cada día. También por primera vez en la serie WRC, el juego presenta cambios de luz (amanecer, luz del día y puesta del sol). El modo Carrera también se ha actualizado, comenzando con un tema de clasificación baja y luego avanzando con un buen desempeño.
Cada etapa se puede correr de forma independiente y también hay rallies individuales disponibles, con seis etapas cada uno. El juego tiene un modo multijugador en línea para hasta 16 jugadores donde se pueden agregar autos fantasma además de jugadores humanos. También se admite un modo de asiento caliente. Los autos tienen diferentes configuraciones de personalización y la dificultad de la IA se puede modificar en una escala del uno al diez.

## Recepción
El juego tuvo críticas mixtas. El consenso general es que "el modo carrera es muy divertido y las pistas son variadas. Por otro lado, el juego carece de desafío, tiene sobreabundancia de tiempos de carga y decepciona audiovisualmente". Llegó al número 21 en las listas de ventas del Reino Unido.